# CV-1840
La CV-1840, también conocida como Camí la Mar, es una carretera de titularidad provincial situada en la provincia de Castellón, en la Comunidad Valenciana, España. Conecta el núcleo urbano de Almassora con su zona costera, incluyendo el área del Pla de la Torre, siendo el principal acceso directo entre el centro de la localidad y sus playas.

## Características generales
La CV-1840 es una carretera de carácter local que forma parte de la red viaria gestionada por la Diputación Provincial de Castellón. Su trazado discurre íntegramente dentro del término municipal de Almassora, facilitando la movilidad entre el casco urbano y la costa. La vía es especialmente transitada durante los meses estivales debido al incremento de desplazamientos hacia las zonas de playa.

## Obras y mejoras
En enero de 2013, la Diputación de Castellón finalizó obras de acondicionamiento y señalización en la CV-1840 con el objetivo de mejorar la seguridad vial. Estas actuaciones incluyeron la limitación de la velocidad a 60 km/h en toda la carretera y a 40 km/h en tramos con curvas peligrosas, así como la instalación de señales de alta reflectividad y la sustitución de paneles direccionales en mal estado.
En 2016, el grupo político Compromís solicitó un informe jurídico para aclarar si la CV-1840 era competencia de la Diputación o del Ayuntamiento de Almassora, ya que estas incertidumbres estaban afectando la ejecución de obras necesarias para la seguridad vial.

## Incidentes destacados
- En agosto de 2015, una colisión entre una furgoneta y un turismo resultó en siete personas heridas, tres de las cuales quedaron atrapadas en el interior de uno de los vehículos.[3]
- En junio de 2020, un motorista sufrió heridas tras colisionar con un jabalí que se cruzó en la carretera.[4]

## Importancia local
La CV-1840 es una vía esencial para los residentes de Almassora, ya que proporciona el único acceso directo desde el centro urbano a la zona del Pla de la Torre y a las playas del municipio. El crecimiento poblacional en estas áreas ha incrementado la demanda de desplazamientos, subrayando la necesidad de mantener y mejorar esta carretera para garantizar la seguridad y eficiencia del tráfico.